# Boulevard Suchet
Boulevard Suchet je bulvár v 16. obvodu v Paříži. Je součástí tzv. Maršálských bulvárů. Bulvár nese jméno Louise Gabriela Sucheta (1770–1826), maršála Francie.

## Trasa
Bulvár začíná na náměstí Place de Colombie, kam z protější strany přiléhá Boulevard Lannes a končí na Place de la Porte-d'Auteuil, odkud pokračuje Boulevard Murat.

## Historie
V letech 1840–1845 byly postaveny kolem Paříže nové hradby. Dnešní bulvár vznikl na místě bývalé vojenské cesty (Rue Militaire), která vedla po vnitřní straně městských hradeb. Tato silnice byla armádou převedena městu Paříži na základě rozhodnutí z 28. července 1859.